# Scarturus
Scarturus – rodzaj ssaków z podrodziny alaktag (Allactaginae) w obrębie rodziny skoczkowatych (Dipodidae).

## Rozmieszczenie geograficzne
Rodzaj obejmuje gatunki występujące w Afryce (Libia i Egipt) oraz w zachodniej i środkowej Azji.

## Charakterystyka
Długość ciała (bez ogona) 77–161 mm, długość ogona 140–225 mm, długość ucha 28–55 mm, długość tylnej stopy 43–74 mm; masa ciała 32–143 g. 

## Systematyka
Rodzaj zdefiniował w 1841 roku niemiecki zoolog Constantin Wilhelm Lambert Gloger w książce swojego autorstwa o tytule Podręcznik przydatny i pomocny w historii naturalnej. Gloger w diagnozie nie wymienił żadnego gatunku bazując na czteropalczastym gatunku Dipus z Pustynii Libijskiej, tj. alaktadze czteropalczastej (S. tetradactylus).

### Etymologia
- Scarturus: gr. σκαρτης skartēs ‘skoczek’, od σκιρταω skirtaō ‘skakać’; ουρα oura ‘ogon’”[10].
- Scirtomys: gr. σκιρταω skirtaō ‘skakać’; μυς mus, μυος muos ‘mysz’[11]. Gatunek typowy (oznaczenie monotypowe): Dipus tetradactylus H. Lichtenstein, 1823.
- Paralactaga: gr. παρα para ‘blisko,  obok’[12]; rodzaj Alactaga F. Cuvier, 1838 (= Allactaga F. Cuvier, 1837) (alaktaga). Gatunek typowy: †Paralactaga anderssoni Yang Zhongjian, 1927.
- Proalactaga: προ pro ‘blisko, w pobliżu’[13]; rodzaj Alactaga F. Cuvier, 1838 (= Allactaga F. Cuvier, 1837) (alaktaga). Gatunek typowy: †Proalactaga varians Savinov, 1970.
- Microallactaga: gr. μικρος mikros ‘mały’[14]; rodzaj Allactaga F. Cuvier, 1837 (alaktaga). Gatunek typowy: Dipus elater Lichtenstein, 1828.
- Mesoallactaga: μεσος mesos ‘środkowy, pośredni’[15]; rodzaj Allactaga F. Cuvier, 1837 (alaktaga). Gatunek typowy: Alactaga euphratica O. Thomas, 1881

### Podział systematyczny
Do rodzaju należą następujące występujące współcześnie gatunki:
- Scarturus williamsi (O. Thomas, 1897) – alaktaga anatolska
- Scarturus aulacotis (J.A. Wagner, 1840)
- Scarturus euphraticus (O. Thomas, 1881) – alaktaga długoucha
- Scarturus caprimulga (Ellerman, 1948)
- Scarturus hotsoni (O. Thomas, 1920) – alaktaga pięciopalczasta
- Scarturus elater (H. Lichtenstein, 1825) – alaktaga mała
- Scarturus heptneri (Pavlenko & Denisov, 1976)
- Scarturus indicus (J.E. Gray, 1842) – alaktaga stepowa
- Scarturus vinogradovi (Argyropulo, 1941) – alaktaga podgórska
- Scarturus tetradactylus (H. Lichtenstein, 1823) – alaktaga czteropalczasta

Opisano również gatunki wymarłe:
- Scarturus anderssoni (Yang Zhongjian, 1927)[3] (Chińska Republika Ludowa; miocen)
- Scarturus fru (Nesin & Kovalchuk, 2017)[18] (Ukraina; miocen)
- Scarturus minor (Zheng Shaohua, 1982)[19] (Chińska Republika Ludowa; fanerozoik)
- Scarturus parvidens (Qiu Zhuding & Li Qiang, 2016)[20] (Chińska Republika Ludowa; miocen)
- Scarturus shalaensis (Qiu Zhuding & Li Qiang, 2016)[21] (Chińska Republika Ludowa; miocen)
- Scarturus suni (Teilhard de Chardin & Yang Zhongjian, 1931)[22] (Chińska Republika Ludowa; miocen)
- Scarturus varians (Savinov, 1970)[4] (Kazachstan; neogen)